# Scanlation
Scanlation (hay còn gọi là scanslation hay mangascan) là từ đề cập đến quét ảnh, dịch và chỉnh sửa một truyện tranh (như manga hay manhwa) từ một ngôn ngữ này sang ngôn ngữ khác thực hiện bởi người hâm mộ, sau đó phân phối miễn phí trên Internet. Quét ảnh được thực hiện một cách nghiệp dư và thường không được cho phép rõ ràng từ người giữ bản quyền. Từ "scanlation" là từ ghép trong các từ "scan" và "translation".

## Về mặt pháp lý
Scanlations thường được xem là cách để đọc truyện tranh mà không có ngôn ngữ cần được dịch chính thức. Theo bản quyền quốc tế, như Công ước Bern, cho rằng scanlation là bất hợp pháp.
Theo một nghiên cứu vào năm 2009 của Lee Hye-Kyung đến từ Đại học Luân Đôn, các nhà xuất bản xem scanlation như một "hiện tượng tại nước ngoài". Lee cho biết một số hành động hợp pháp có thể chấp nhận là các nhóm scanlation chắc chắn đã mua tác phẩm gốc và mang về dịch, các nhóm sẽ dừng việc scan lại cho đến khi truyện đó được cấp phép hoặc nhận được một bản dịch chính chức.
Thông thường, người giữ bản quyền không yêu cầu dừng việc phân phối tác phẩm của họ trước khi tác phẩm đó chính thức được cấp phép. Nên những người "scan" truyện thường cảm thấy "an toàn" khi scan tác phẩm mà không được phát hành tại quốc gia của họ. Do độ phổ biến của manga tại thị trường nước ngoài, người giữ bản quyền thường ghi nhận scanlation đe dọa đến doanh thu bán ra của họ. Vào năm 2010, 36 nhà xuất bản của Nhật Bản quyết bắt tay với một số nhà xuất bản của Hoa Kỳ để lập thành nhóm tên "Manga Multi-national Anti-Piracy Coalition" đế "đối phó" với những scanlation bất hợp pháp. Trang tổng hợp scanlation OneManga, được xếp thứ 935 trang web được truy cập nhiều nhất tại Internet nói chung và đứng thứ 300 nói riêng tại Hoa Kỳ theo một danh sách của Google vào tháng 5 năm 2010, phía đại diện trang web đã tuyên bố đóng cửa vào tháng 7 năm 2010 để tôn trọng các nhà xuất bản không hài lòng và chính thức đóng cửa vào tháng sau.